# 艾氏真巨口魚
艾氏真巨口魚（学名：Eustomias ioani）为輻鰭魚綱巨口鱼目巨口鱼科的其中一種。分布於西北太平洋的日本海域，為深海魚類，棲息深度1-800公尺，體長可達9.7公分。

## 扩展阅读
維基物種上的相關：艾氏真巨口魚